# Nationalencyklopedin
Nationalencyklopedin (forkortet NE) er en svensk encyklopædi i tyve bind som udgaves i 1989–96 af forlaget Bra Böcker AB. De oprindelige tyve bind indeholder 12.700 sider med 170.000 opslagsord og i alt 100 millioner tegn. Det er dermed det tredjemest omfattende trykte opslagsværk på svensk gennem tiderne, efter Nordisk familjebok og Svensk uppslagsbok.
Den oprindelige trykte encyklopædi er blevet kompletteret med udgaver på cd-rom (1997; findes for både pc samt macintosh), dvd (1998), internet (2000), kompaktudgaver i tre bind (2008) og tyve bind (ny udgave, 2009) samt kompletterende udgivelser af ordbøger (1995–2004), årsbøger, supplemetbind med mere. Fra september 2000 (udgave 25) hviler virksomheden i sit eget aktieselskab, NE Nationalencyklopedin AB. I alt har NE godt og vel 3.000 skribenter. Chefredaktør for de seneste udgaver i NE-serien er Arne Ekman, som i forskellige konstellationer indgik i NE-redaktionen siden begyndelsen. Redaktionschef er Per Söderberg.